# Битка при Суали
Морската битка при Суали се случва на 29–30 ноември 1612 до брега на Суали (на английски: Swally), село близо до град Сурат, Гуджарат, Индия, и е победа за четири галеона на Английската източноиндийска компания над четири португалски караки и 26 барки (гребни съдове без въоръжение).
Тази относително малка морска битка е исторически важна, тъй като ознаменува началото на края на португалския търговски монопол над Индия и началото на издигането на присъстието на Английската източноиндийска компания в Индия.
Тази битка също убеждава Английската източноиндийска компания да основе малък военноморски флот, който да предпазва нейните търговски интереси от други европейски сили, както и от пирати. Това малко начало се счита за корена на съвременния Индийски военноморски флот.